# Band-e Meyan
Band-e Meyan (em persa: بندميان, também romanizada como Band-e Meyān) é uma aldeia do distrito rural de Faragheh, no condado de Abarkuh, na província de Yazd, Irã.
Segundo o censo de 2006, sua população era de 22 habitantes, em 6 famílias.